# تيدي ماير
تيدي ماير (بالإنجليزية: Teddy Mayer)‏ هو رائد أعمال أمريكي، ولد في 8 سبتمبر 1935 في سكرانتون في الولايات المتحدة، وتوفي في 30 يناير 2009 في إنجلترا في المملكة المتحدة بسبب مرض باركنسون.